# (1698) Christophe
(1698) Christophe est un astéroïde de la ceinture principale découvert le 10 février 1934 à Uccle (Région de Bruxelles-Capitale) par l'astronome belge Eugène Delporte.

## Historique
Sa désignation provisoire, lors de sa découverte le 10 février 1934, était 1934 CS.

## Caractéristiques
Sa distance minimale d'intersection de l'orbite terrestre est de 1,855 390 ua et son demi-grand axe vaut 3,166 ua.